# Démographie de la Jordanie
Cet article contient des statistiques sur la démographie de la Jordanie.

## Évolution de la population

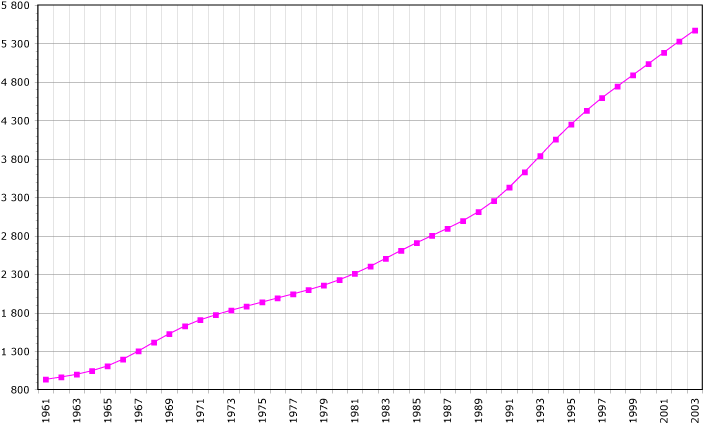
Évolution démographique

## Estimations
- 1800 : 200 000
- 1900 : 271 000
- 1952 : 586 200
- 1961 : 900 800
- 1979 : 2 133 000
- 1983 : 2 502 000
- 2002 : 5 038 000
- 2017 : 10 053 000

## Structure de la population
| Période     | Naissances annuelles | Décès annuels | Solde naturel annuel | Taux de natalité (‰) | Taux de mortalité (‰) | Solde naturel (‰) | Indice de fécondité | Taux de mortalité infantile |
| ----------- | -------------------- | ------------- | -------------------- | -------------------- | --------------------- | ----------------- | ------------------- | --------------------------- |
| 1950 – 1955 | 26 000               | 11 000        | 15 000               | 47,4                 | 19,3                  | 28,1              | 7,38                | 160,9                       |
| 1955 – 1960 | 38 000               | 13 000        | 25 000               | 49,4                 | 16,5                  | 32,9              | 7,38                | 128,9                       |
| 1960 – 1965 | 54 000               | 15 000        | 40 000               | 53,6                 | 14,5                  | 39,1              | 8,00                | 103,2                       |
| 1965 – 1970 | 73 000               | 16 000        | 57 000               | 52,3                 | 11,8                  | 40,5              | 8,00                | 82,8                        |
| 1970 – 1975 | 90 000               | 17 000        | 73 000               | 49,0                 | 9,4                   | 39,6              | 7,79                | 68,3                        |
| 1975 – 1980 | 92 000               | 16 000        | 76 000               | 42,8                 | 7,5                   | 35,3              | 7,38                | 56,5                        |
| 1980 – 1985 | 101 000              | 17 000        | 85 000               | 39,7                 | 6,5                   | 33,2              | 7,05                | 44,4                        |
| 1985 – 1990 | 117 000              | 18 000        | 99 000               | 37,5                 | 5,7                   | 31,8              | 6,44                | 36,0                        |
| 1990 – 1995 | 132 000              | 19 000        | 113 000              | 33,9                 | 4,9                   | 29,0              | 5,14                | 30,6                        |
| 1995 – 2000 | 147 000              | 21 000        | 127 000              | 32,0                 | 4,5                   | 27,5              | 4,34                | 26,7                        |
| 2000 – 2005 | 143 000              | 21 000        | 122 000              | 28,1                 | 4,2                   | 23,9              | 3,60                | 23,6                        |
| 2005 – 2010 | 152 000              | 23 000        | 128 000              | 26,4                 | 4,1                   | 22,3              | 3,27                | 21,0                        |

## Natalité
L'enquête démographique et de santé de 2023 relève un taux de fécondité de 2,6 enfants par femme en Jordanie (2,6 en milieu urbain et 2,8 en milieu rural). À noter la fécondité élevée des réfugiés syriens : 4,1 enfants par femme.

## Minorités ethniques et religieuses
Les statistiques concernant les minorités ethniques et religieuses en Jordanie varient énormément selon les sources, en raison notamment des phénomènes migratoires et de la séparation entre l'ex-Cisjordanie et l'ex-Transjordanie, d'abord à cause de l'occupation israélienne depuis 1967 et ensuite lors de la création de l'Autorité palestinienne : les pourcentages datant d'avant 1967 ont parfois été « recyclés » pour la période postérieure, tant pour les deux moitiés du royaume que pour sa partie orientale. Il convient donc de prendre tous ces chiffres avec précaution.
Les groupes ethniques minoritaires historiques sont 
- les Circassiens (dénomination collective pour les Nord-Caucasiens musulmans, sauf les Tchétchènes), estimés en 1971 à 20 000 (0,8 %) par l'Encyclopédie soviétique, à 1 % de la population (27 000) en 1984 par le CIA World Factbook; les implantations circassiennes historiques étaient Amman (fondée par eux), Wadi Sir et Jerash : Circassiens en Jordanie (en),
- les Tchétchènes, souvent décrits à tort comme musulmans chiites : Tchétchènes en Jordanie,
- les Arméniens rescapés du génocide de 1915, au cours duquel certains furent recueillis et cachés par des tribus bédouines arabes : Arméniens de Jordanie,
- les Turkmènes à Ar-Rumman, au sud de Jerash...

Plus récemment, les migrations internationales ont amené en Jordanie des Pakistanais, des Philippins, mais aussi des réfugiés et migrants syriens et irakiens qui sont venus s'ajouter aux réfugiés palestiniens (entre 40 et 60 % de la population, voire plus selon certaines sources) et aux immigrés hedjaziens (dont la famille royale des hachémites), syriens et palestiniens qui ont constitué dans les années 1920-1930 l'armature de l'État transjordanien, avec le soutien des tribus bédouines et sous la supervision du Royaume-Uni, puissance mandataire représentées sur place par "Peake Pacha" puis par "Glubb Pacha".
Les communautés confessionnelles minoritaires sont:
- les chrétiens, originellement majoritaires, et, selon les statistiques nationales officielles, sont estimés à 6 % de la population. Ils sont présents dans les villes de Salt (un tiers des 20 000 habitants en 1935), Kerak (1 500 chrétiens sur 8 000 habitants en 1935 selon R. Montagne, dont 2 tribus sur 3 des Wadi Mousa) et Madaba et dans les villages environnants, étaient estimés en 1928 à 10 000, soit 4 % de la population (Statesman's Yearbook), et en 1949 à 30 000 (8,8 %) (A.M. Goichon, Jordanie réelle, 1967). Au recensement de 1961, ils étaient 108 838 :
  - les orthodoxes orientaux ou grecs-orthodoxes (6,4 %) représenteraient la moitié des chrétiens
  - les melkites catholiques, estimés à 46 000 (1,5 %) en 1978 par le Statistical Yearbook of the Church
  - les arméniens grégoriens
- les druzes, notamment dans le Qasr Azraq, parmi lesquels des réfugiés de la révolte de 1925 contre les Français en Syrie

## Recensement de 2015
Le recensement de novembre 2015 relève une population de 9,5 millions d'habitants dont 1,2 million de Syriens, 0,6 million d'Égyptiens et 0,6 million de Palestiniens.
|                                       | 2015,     |
| ------------------------------------- | --------- |
| Population totale en Jordanie         | 9 531 712 |
| Population de nationalité Jordanienne | 6 578 636 |
| Population étrangère totale           | 2 918 125 |
| Syrie                                 | 1.265.514 |
| Égypte                                | 636.270   |
| Palestine                             | 634.182   |
| Irak                                  | 130.911   |
| Yémen                                 | 31.163    |
| Libye                                 | 22.700    |
| Bangladesh                            | 19.390    |
| Philippines                           | 17.810    |
| Arabie saoudite                       | 17.339    |
| Soudan                                | 10.128    |
| États-Unis                            | 9.264     |
| Inde                                  | 8.979     |
| Sri Lanka                             | 8.779     |
| Liban                                 | 8.265     |
| Indonésie                             | 8.185     |
| Pakistan                              | 7.714     |
| Kenya                                 | 6.156     |
| Royaume-Uni                           | 5.132     |
| Canada                                | 4.864     |
| Ukraine                               | 4.291     |
| Oman                                  | 4.178     |
| Koweït                                | 3.928     |
| Russie                                | 3.865     |
| Turquie                               | 3.787     |
| Chine                                 | 3.358     |
| Éthiopie                              | 3.226     |
| Maroc                                 | 3.118     |
| France                                | 2.546     |
| Australie                             | 2.325     |
| Allemagne                             | 2.213     |
| Malaisie                              | 2.111     |
| Tunisie                               | 1.285     |
| Espagne                               | 1.274     |
| Italie                                | 1.244     |
| Suède                                 | 1.238     |
| Bahreïn                               | 1.224     |
| Thaïlande                             | 1.207     |
| Corée du Sud                          | 1.010     |

## Sources
1. ↑  Indicateurs du World-Factbook publié par la CIA.
2. ↑  Le taux de variation de la population 2018 correspond à la somme du solde naturel 2018 et du solde migratoire 2018 divisée par la population au 1er janvier 2018.
3. ↑  Indicateurs du World-Factbook publié par la CIA.
4. ↑  L'indicateur conjoncturel de fécondité (ICF) pour 2018 est la somme des taux de fécondité par âge observés en 2018. Cet indicateur peut être interprété comme le nombre moyen d'enfants qu'aurait une génération fictive de femmes qui connaîtrait, tout au long de leur vie féconde, les taux de fécondité par âge observés en 2018. Il est exprimé en nombre d’enfants par femme. C’est un indicateur synthétique des taux de fécondité par âge de 2018.
5. ↑  Indicateurs du World-Factbook publié par la CIA.
6. ↑   Le taux de natalité 2018 est le rapport du nombre de naissances vivantes en 2018 à la population totale moyenne de 2018.
7. ↑  Indicateurs du World-Factbook publié par la CIA.
8. ↑   Le taux de mortalité 2018 est le rapport du nombre de décès, au cours de 2018, à la population moyenne de 2018.
9. ↑  Indicateurs du World-Factbook publié par la CIA.
10. ↑  Le taux de mortalité infantile est le rapport entre le nombre d'enfants décédés à moins d'un an et l'ensemble des enfants nés vivants.
11. ↑  L'espérance de vie à la naissance en 2018 est égale à la durée de vie moyenne d'une génération fictive qui connaîtrait tout au long de son existence les conditions de mortalité par âge de 2018. C'est un indicateur synthétique des taux de mortalité par âge de 2018.
12. ↑  L'âge médian est l'âge qui divise la population en deux groupes numériquement égaux, la moitié est plus jeune et l'autre moitié est plus âgée.
13. ↑  World Population Prospects: The 2010 Revision
14. ↑  (en) Jordan Population and Family Health Survey 2023
15. ↑  (en) Population stands at around 9.5 million, including 2.9 million guests
16. ↑  {{http://www.dos.gov.jo/dos_home_a/main/population/census2015/Non-Jordanians/Non-jordanian_8.1.pdf}}.
17. ↑  {{http://www.dos.gov.jo/dos_home_a/main/population/census2015/Persons/Persons_3.1.pdf}}.